# 松原快
松原 快（まつばら かい、1999年8月24日 - ）は、富山県黒部市出身のプロ野球選手（投手・育成選手）。右投右打。阪神タイガース所属。

## 経歴

### プロ入り前
小学校3年生で野球を始め、黒部市立宇奈月中学校時代は富山東部ボーイズで捕手としてプレー。強豪の富山第一高等学校へ進学したが、チームになじめず1年の12月に退部。中学時代から熱心に誘ってくれた森崎直樹監督が指揮する高朋高等学校へ2年から転入し、投手に転向。高野連の規定で1年間は公式戦に出場できない中、球速が当初の130km/hから141km/hまで伸び、投手と一塁手を兼任した3年夏は富山大会決勝で敗れ甲子園には届かなかった。
高校卒業後は野球を辞め消防士を目指すつもりだったが、クラブチームのロキテクノベースボールクラブの投手兼任コーチの元阪神・藤田太陽から「プロを目指してやらないか」と声をかけられ入団。3年目の2020年、藤田の助言を受けオーバースローからサイドスローに転向した。フォーム変更の結果、制球が良くなり球速も148km/hまで伸びたが、社業との両立もあり好不調の差が激しく伸び悩み、「大学を出たつもりで」と4年目終了後に退部した。

### 独立富山時代
2022年、NPBからの指名を目指し地元の富山GRNサンダーバーズ（当時は日本海オセアンリーグ所属）に入団。1年目はNPB4球団から調査書が届いたが指名漏れした。チームが日本海リーグ所属となった2023年からは登録名を「快」に変更し、投手コーチの元阪神・西村憲の指導を受け、中継ぎで5勝0敗、防御率0.89、最速156km/hを記録するなど結果を残した。個人タイトルは獲得できなかったものの（勝利数で2位）、リーグのシーズンMVPに選出された。また、阪神二軍や中日二軍などのNPB球団との交流戦にも6試合に登板し、計9回を投げ被安打0、12奪三振、自責点0に抑えた。
同年10月26日に行われたドラフト会議で阪神タイガースから育成1位指名を受け、支度金300万円、年俸300万円（いずれも金額は推定）で仮契約を結んだ。背番号は123。

### 阪神時代
2024年は二軍で33試合に登板し、0勝1敗、防御率4.31。

## 選手としての特徴
右横手からダイナミックなフォームでキレのある球を投げ込む。球種は最速156km/hのストレートと、スライダー、シンカー。

## 人物
小学生の時に、富山第一高校で捕手として活躍した選手が近所に住み家族ぐるみの付き合いをしていたことから球児に憧れ、憧れの選手が捕手だったことから当時から「キャッチャーで富山第一に入って甲子園に行く」ことが目標で、「ピッチャーなんてしたいと思わなかった」という。
念願の富山第一に入学し1年春からベンチ入りしたがキャッチングやブロッキングなどに課題があり、右足甲を疲労骨折し夏はベンチに入れず出場機会を求め外野手にも挑戦したが環境になじめず退部。転校後、高朋の森崎監督から「おまえはキャッチャーよりピッチャーだ」と言われ投手に転向した。3年時にロキテクノ富山への入団を決意し森崎に伝えた際、「そうか。じゃあ、連絡しておくわ」と喜んでくれたが、その翌日に森崎は53歳の若さで急逝。「監督の教え子の中で最後に進路の面倒を見てもらった。野球をやめられない」と恩師への想いを語っている。
「快い人間になれ」という意味で「快」と名付けられた。2つ下の妹、7つ下の弟がおり、小学4年時から母に女手ひとつで育てられた。妹は福井工大福井女子サッカー部で全日本高校女子サッカー選手権に出場、弟は富山・不二越工野球部に所属した。
高校3年時に招待試合で東海大相模と対戦した際、のちに阪神でチームメイトになる1学年下の森下翔太と1打席対戦し遊飛に打ち取っている。
元サンダーバーズの投手でトレーナーの萩原淳由が経営する大阪府羽曳野市のジム「Rebirth」でトレーニングを受け、同じく同ジムに大学時代から通う巨人・大勢らと合同自主トレを行っている。

## 詳細情報

### 独立リーグでの投手成績
日本海リーグの出典は一球速報.com（ターム1から3の合計）、日本海オセアンリーグの出典はリーグ旧公式サイトのウェブアーカイブ。
| 年 度    | 球 団    | 登 板 | 先 発 | 完 投 | 完 封 | 無 四 球 | 勝 利 | 敗 戦 | セ 丨 ブ | ホ 丨 ル ド | 勝 率 | 打 者 | 投 球 回 | 被 安 打 | 被 本 塁 打 | 与 四 球 | 敬 遠 | 与 死 球 | 奪 三 振 | 暴 投 | ボ 丨 ク | 失 点 | 自 責 点 | 防 御 率 | W H I P |
| -------- | -------- | ----- | ----- | ----- | ----- | -------- | ----- | ----- | -------- | ----------- | ----- | ----- | -------- | -------- | ----------- | -------- | ----- | -------- | -------- | ----- | -------- | ----- | -------- | -------- | ------- |
| 2022     | 富山     | 36    | -     | 0     | -     | -        | 1     | 5     | 1        | -           | .167  | 184   | 41.0     | 32       | -           | 21       | -     | 8        | 55       | 11    | 0        | 24    | 21       | 4.61     | 1.29    |
| 2023     | 富山     | 26    | 0     | 0     | 0     | 0        | 5     | 0     | 0        | 0           | 1.000 | 123   | 30.1     | 17       | 0           | 11       | -     | 4        | 34       | 5     | 0        | 3     | 3        | 0.89     | 0.92    |
| NOL：1年 | NOL：1年 | 36    | -     | 0     | -     | -        | 1     | 5     | 1        | -           | .167  | 184   | 41.0     | 32       | -           | 21       | -     | 8        | 55       | 11    | 0        | 24    | 21       | 4.61     | 1.29    |
| NBL：1年 | NBL：1年 | 26    | 0     | 0     | 0     | 0        | 4     | 0     | 0        | 0           | 1.000 | 123   | 30.1     | 17       | 0           | 11       | -     | 4        | 34       | 5     | 0        | 3     | 3        | 0.89     | 0.92    |

- 各年度の太字はリーグ最高

### 背番号
- 20（2022年 - 2023年）
- 123（2024年[11] - ）

### 登録名
- 松原 快（まつばら かい、2022年、2024年 - ）
- 快（かい、2023年）